# Arkæologi
Arkæologi er studiet af tidligere tiders menneskelige aktivitet, primært gennem studiet af menneskets materielle levn. Langt det meste af al menneskelig aktivitet foregik, før vi lærte at skrive, så arkæologi er den vigtigste metode til at studere ældre menneskeskabte samfund.

## Metoder
Udgravninger kan foretages på flere måder. Den traditionelle (engelske) arkæologi gik ud fra princippet "find en væg og følg den" ("find a wall and follow it"). Nyere arkæologi består som hovedregel af flere led:
1. overfladeafsøgninger, hvor arkæologen undersøger et større område for arkæologiske fund og markerer dem,
2. profilgravninger, hvor arkæologen på bestemte steder lader et lodret profil stå for derved at kunne danne sig et indtryk af de lagserier (stratigrafi), som findes det pågældende sted,
3. fladeafgravninger, hvor arkæologen udgraver et større eller mindre område og lader alle arkæologisk fund registrere og deres beliggenhed indmåle tredimensionelt for efterfølgende at kunne rekonstruere sammenhængende fund og den eventuelle spredning af dem, der måtte være fundet sted.

Som et led i det arkæologiske arbejde indgår også beskrivelsen af fundene, rekonstruktionen af dem på grundlag af fundne spor og brudstykker (fx af itubrudte lerkar) samt bestemmelse af hvilke(n) type(r), de(t) tilhører og dermed også en tidsbestemmelse og henføring til en arkæologisk kultur.
Arkæologi inddrager mange forskellige hjælpediscipliner i beskrivelsen af vores historie, både de materielle levn som er efterladt, og de skriftlige og billedlige overleveringer eksempelvis i form af arkæologiske illustrationer, således rekonstruktioner. Naturvidenskabelige undersøgelsesmetoder er i stadig udvikling og inddrages i stort omfang. Til datering benyttes eksempelvis dendrokronologi, kulstof 14-datering, kornaftryk og pollenanalyse. I visse tilfælde benyttes også filologi til at skabe sammenhænge mellem historiske og arkæologiske kilder.

## Arkæologiske discipliner
Arkæologi beskæftiger sig med den lange periode – som i Danmark begynder med menneskets indvandring til landet for ca. 10-15.000 år siden til vikingetidens ophør omkring slutningen af 1000 tallet e. Kr. og endda senere. Arkæologien kan derfor underinddeles i en række typer alt efter hvilken tid, hvilket emne og hvilket område, der undersøges:
- Forhistorisk arkæologi arbejder med forhistoriske perioder (stenalder, bronzealder, jernalder og vikingetid).
- Middelalderarkæologi arbejder med den sene vikingetid fra 900/1000 tallet til reformationen i 1536, og nogle middelalderarkæloger medtager også renæssancen til midten af 1600 tallet. Det er almindeligt, at arkæologer også interesserer sig for 17- og 1800 tallet.
- Historisk arkæologi eller nyere tids arkæologi studerer tiden efter middelalderen.[1]
- Klassisk arkæologi dækker antikken i oldtidens Grækenland og Romerriget. Derudover findes nærorientalsk arkæologi, der omfatter områderne i Mellemøsten og de stor højkulturer i Mesopotamien. Både klassisk og nærorientalsk arkæologi arbejder også med materielle levn, men er påvirkede af både kunsthistorie og kulturhistorie.
- Ægyptologi, der udelukkende beskæftiger sig med Det gamle Egypten.
- Ved hjælp af eksperimentel arkæologi kan man rekonstruere fundne genstand, og afprøve dem i praksis.
- Slagmarksarkæologi undersøger områder, hvor man ved at der har foregået slag. Dette kan strække sig over store perioder fra Varusslaget i år 9, til Slaget ved Agincourt i 1415 og frem til slag under 2. verdenskrig.
- Marinarkæologi er den gren af arkæologien der beskæftiger sig med menneskets relation til havet. Undervandsarkæologi omhandler særskilt den del af marinarkæologien, der påtræffes submarint.
- Bibelsk arkæologi forsøger at finde arkæologiske genstande, der understøtter biblen.
- Etnoarkæologi betegner forskning, hvor man ved besøg hos folkeslag, der endnu lever på en lignende måde som de folk, der arkæologisk udgraves, formodes at have levet, forsøger at danne sig et bedre indtryk af samfundsopbygning og tankegang hos forhistoriske folk. Fremgangsmåden er omstridt blandt arkæologer.

Det siger sig selv, at vilkårene ved arkæologiske udgravninger vil variere meget fra sted til sted og fra udgravning til udgravning.

## Arkæologisk kulturforståelse
Arkæologien har lånt det etnografiske kulturbegreb og anvender dettes grupper til at beskrive et givet forhistorisk samfunds overordnede indretning. Som identificeringsbetegnelse anvendes kultur imidlertid i arkæologisk sammenhæng for at betegne en i tid og udbredelse given levevis, fx Hellenistisk kultur, Kurgankulturen eller Ertebøllekulturen.
Den arkæologiske kulturbetegnelse har sin rod i oprindelsen af den moderne arkæologi fra omkring midten af 1800-tallet. Da man gik over til at danne sig billedet af fortidens levevis på grundlag af de jordfund af genstande, beboelseslevn, grave og knogler, som man begyndte at gøre, var det naturligt at knytte en betegnelse til sådanne iagttagne fund for derved at kunne henvise til dem når nye, lignende fund blev gjort. Den første arkæologiske skelnen blev indført af Christian Jürgensen Thomsen, der opdelte genstande efter deres materialegrundlag i henholdsvis stenalder, bronzealder og jernalder. Snart viste det sig, at denne opdeling ikke var tilstrækkelig for at udskille ulige udformninger af samme slags genstande, og behovet for yderligere inddelinger blev snart klart. En af de tidligste underinddelinger var i "den uslebne stenalder" (nu almindeligvis benævnt jægerstenalder) og "den slebne stenalder" (nu almindeligvis benævnt bondestenalder). I begyndelsen var antallet af sådanne betegnelser mangfoldige, og flere betegnelser kunne anvendes side om side om samme kultur. Eksempelvis anvendes betegnelserne stridsøksekultur og enkeltgravskultur endnu i dag om samme kulturform. Nogle gange skelnedes mellem et ældre og et yngre kulturtrin (således endnu i dag skelnes mellem ældre bronzealder og yngre bronzealder). Det var den schweiziske forhistoriker Gabriel de Mortillet, der gjorde sig til talsmand for at inddele karakteristiske arkæologiske fundkomplekser i kulturer som hovedregel - men ikke altid - navngivne efter det sted, hvor de først er fundet eller er mest udprægede.
Kendetegnende for arkæologiske kulturer er forekomsten af materielle ledetyper det vil sige særegne og let genkendelige udformninger af redskaber, begravelsesformer eller lignende. Tidligere anvendte arkæologiske benævnelser som "tragtbægerkultur", "dolktid" og "stridsøksekultur" henviste således til henholdsvis lerkar og våben med karakteristiske former, mens benævnelser som "enkeltgravskultur" og "hellekistetid" henviste til særegne gravformer.
Til trods for, at denne kulturinddeling udvikledes allerede i løbet af det 19. århundrede, var det først i begyndelsen af det 20. århundrede, at arkæologerne for alvor begyndte at formulere principperne bag den anvendte fremgangsmåde. Det er i første række den australske arkæolog Vere Gordon Childe, der konstaterede, at visse materielle fund af våben, smykker, fartøjer, begravelsesritualer og bygningsformer atter og atter blev fundet i de samme sammensætninger og dermed kunne berettige til at bruge betegnelsen kultur for derved at betegne den levevis og den befolkning, der havde frembragt dem.
Dette fik den tyske arkæolog Gustaf Kossinna (1858-1931) til at mene, at han kunne opstille en entydig forbindelse mellem en arkæologisk kulturprovins, en etnisk gruppe og en sproglig enhed. Skønt dette i mange tilfælde kan have en vis rigtighed, er det vigtigt altid at være opmærksom på de forbindelser, der kan være med andre kultursamfund. De kan foranledige, at redskaber og redskabstyper, byggeskik eller begravelsesmåde spredes fx som handelsvarer, gaver, medgift, krigsbytte eller besøgsindtryk. Man må derfor altid holde sig for øje, om det kun er enkelte genstande eller træk i levevis, der er ens flere steder, eller om det er den samlede levemåde.
Et andet område, hvor arkæologerne med tiden har ændret holdning, er, når de skal forklare årsagerne til, at nye kulturer afløser gamle. Tidligere mente man, at sådanne kulturskift måtte forklares ved indvandringer, hvor den tidligere kultur eller livsform blev fortrængt eller undertrykket. I nyere tid ser man dog oftere sådanne kulturskifter forklaret ved, at nye ideer eller teknikker har spredt sig fra et samfund til et andet og formoder, at egentlige folkevandringer har været få, små og ubetydelige. Endnu i dag er der mange kulturskifter, hvor arkæologerne ikke kan blive enige om betydningen af folkevandringer. Blandt de mest omstridte emner er spørgsmålet om stridsøksefolkets eller enkeltgravskulturens mulige indvandring (eller ej) til Vesteuropa fra sletterne nord for Sortehavet.
Et andet nyt træk i arkæologien er, at man i mindre grad bruger udtrykket "kultur" og i stedet taler om "teknokomplekser" (engelsk: Techno-Complex, en forkortelse for Technology-Complexes) for derved at understrege, at man alene betegner genstandskulturen men ikke nødvendigvis den livsform eller den befolkning (herunder i sproglig eller etnisk/national henseende), der har skabt den.